# Nervilia bandana
Nervilia bandana är en orkidéart som först beskrevs av Carl Ludwig von Blume, och fick sitt nu gällande namn av Rudolf Schlechter. Nervilia bandana ingår i släktet Nervilia och familjen orkidéer.
Artens utbredningsområde är Moluckerna. Inga underarter finns listade i Catalogue of Life.